# Cantone di Tonnerrois
Il Cantone di Tonnerrois è una divisione amministrativa dell'Arrondissement di Avallon.
È stato istituito a seguito della riforma dei cantoni del 2014, che è entrata in vigore con le elezioni dipartimentali del 2015.

## Composizione
Comprende i comuni di:
- Aisy-sur-Armançon
- Ancy-le-Franc
- Ancy-le-Libre
- Argentenay
- Argenteuil-sur-Armançon
- Arthonnay
- Baon
- Bernouil
- Chassignelles
- Cheney
- Collan
- Cruzy-le-Châtel
- Cry
- Dannemoine
- Dyé
- Épineuil
- Flogny-la-Chapelle
- Fulvy
- Gigny
- Gland
- Jully
- Junay
- Lézinnes
- Mélisey
- Molosmes
- Nuits
- Pacy-sur-Armançon
- Perrigny-sur-Armançon
- Pimelles
- Quincerot
- Ravières
- Roffey
- Rugny
- Saint-Martin-sur-Armançon
- Sambourg
- Sennevoy-le-Bas
- Sennevoy-le-Haut
- Serrigny
- Stigny
- Tanlay
- Thorey
- Tissey
- Tonnerre
- Trichey
- Tronchoy
- Vézannes
- Vézinnes
- Villiers-les-Hauts
- Villon
- Vireaux
- Viviers
- Yrouerre